# Fulque de Reims
Fulque, o Venerável (morto em 17 de junho de 900) foi arcebispo de Reims de 883 até seu falecimento.

## Biografia
Fulque nasceu em uma poderosa família aristocrática, e seu irmão era Anscário I, Marquês de Ivrea. Tornou-se clérigo do palácio de Carlos, o careca, e em 877 se tornou abade da abadia de São Bertinho perto de Saint-Omer, França. Foi consagrado arcebispo de Reims em março de 883, sucedendo o antigo abade Hincmar. Como bispo, ele correspondia com governantes, bispos e papas sobre uma série de assuntos políticos e religiosos. Muito do que se sabe sobre a carreira de Fulque vem da História da Igreja de Reims, do historiador Flodoardo, escrita em 948-52, que narra sua vida e preserva resumos de cerca de 76 cartas, metade das quais foram escritas ou enviadas pelos papas. Fulque se correspondeu com Alfredo, o Grande, sobre as necessidades da igreja inglesa, e repreendeu a Rainha Riquilda pelo que ele considerava comportamento irregular. Após a deposição do imperador carolíndio Carlos, o Gordo, em 887, Fulque tentou instalar seu parente do duque Guido III de Espoleto, como rei da Francia Ocidental, e até o coroou em Langres em 888. No entanto, Odão, o conde robertiana de Paris, foi coroado por Walter, arcebispo de Sens, e aceito pelos nobres como rei. Fulque, tendo tido seu candidato favorito aprovado, continuou a se opor ao governo de Odão, e como uma possível alternativa virou-se primeiro para Arnulfo da Caríntia, que havia sucedido Carlos na Francia Oriental, também sem sucesso. Fulque eventualmente se acomodou por apoiar o jovem carolíngio Carlos, o Simples, filho de Luís, o Gago, que havia sido passado em 888 por conta de sua juventude. Em 893, Fulque coroou Carlos rei em oposição a Odão, e após o contínuo conflito entre os magnatas do reino, chegou-se a um acordo pelo qual Carlos sucederia Odão, o que aconteceu em 898.Após um período de intensificação dos ataques dos vikings no fim do século IX, em 893 Fulque restaurou as escolas de Reims, trazendo os renomados professores Remígio de Auxerre e Hucbaldo de Saint-Amand. As tensões políticas continuaram a amenizar, no entanto, e em 900, Fulque foi assassinado por ordem do Conde Balduíno da Flandres. Carlos concedeu a Fulque a abadia de St. Vaast, que anteriormente havia sido mantida por Balduíno, a quem o rei suspeitava de deslealdade. Enquanto viajava com uma pequena escolta para se encontrar com Charles, Fulque foi morto por um homem chamado Guinemar e vários cúmplices, todos a serviço de Balduíno. O assassinato de um bispo foi extremamente raro no período carolíngio, e o evento chocou contemporâneos, como indicado pelos relatos independentes dos cronistas Regino de Prüm, o autor anônimo dos Anais de Saint-Vaast, e Flodoardo de Reims.